# Frits Zernike
Frits Zernike (Amesterdão, 16 de julho de 1888 — Amersfoort, 10 de março de 1966) foi um físico neerlandês.
Recebeu o Nobel de Física de 1953, pela demonstração do método de contraste de fase e, em especial, pela invenção do microscópio de contraste de fase.

## Carreira acadêmica
Em 1912, ele foi premiado com seu trabalho sobre opalescência em gases. Em 1913, ele se tornou assistente de Jacobus Kapteyn no laboratório astronômico da Universidade de Groningen. Em 1914, Zernike e Leonard Ornstein foram co-responsáveis pela derivação da equação de Ornstein-Zernike na teoria do ponto crítico. Em 1915, obteve uma posição em física teórica na mesma universidade e em 1920 foi promovido a professor catedrático de física teórica.
Ele também fez outra contribuição no campo da ótica, relacionada à descrição eficiente dos defeitos de imagem ou aberrações de sistemas de imagem ótica como microscópios e telescópios. A representação das aberrações foi originalmente baseada na teoria desenvolvida por Ludwig Seidel em meados do século XIX. A representação de Seidel era baseada em expansões de séries de potência e não permitia uma separação clara entre vários tipos e ordens de aberrações. Os polinômios do círculo ortogonal de Zernike forneceram uma solução para o problema de longa data do "equilíbrio" ideal das várias aberrações de um instrumento óptico. Desde 1960, os polinômios de círculo de Zernike são amplamente usados em design óptico, metrologia óptica e análise de imagens.
O trabalho de Zernike ajudou a despertar o interesse pela teoria da coerência, o estudo de fontes de luz parcialmente coerentes. Em 1938, ele publicou uma derivação mais simples do teorema de Van Cittert de 1934 sobre a coerência da radiação de fontes distantes, agora conhecido como teorema de Van Cittert-Zernike.